# Open 13 Provence 2023
L'Open 13 Provence 2023 è stato un torneo di tennis giocato sul cemento indoor. È stata la 31ª edizione del torneo facente parte dell'ATP Tour 250 nell'ambito dell'ATP Tour 2023. Si è giocato al Palais des Sports di Marsiglia, in Francia, dal 20 al 26 febbraio 2023.

## Partecipanti al singolare

### Teste di serie
| Nazionalità | Giocatore          | Ranking | Testa di serie* |
| ----------- | ------------------ | ------- | --------------- |
| Polonia     | Hubert Hurkacz     | 10      | 1               |
| Italia      | Jannik Sinner      | 14      | 2               |
| Australia   | Alex de Minaur     | 25      | 3               |
| Bulgaria    | Grigor Dimitrov    | 28      | 4               |
| Stati Uniti | Maxime Cressy      | 40      | 5               |
| Belgio      | David Goffin       | 41      | 6               |
| Francia     | Richard Gasquet    | 45      | 7               |
| Svizzera    | Marc-Andrea Hüsler | 47      | 8               |

* Ranking al 13 febbraio 2023.

#### Altri partecipanti
I seguenti giocatori hanno ricevuto una wildcard per il tabellone principale:
- Geoffrey Blancaneaux
- Arthur Fils
- Luca Van Assche

I seguenti giocatori sono entrati nel tabellone principale passando dalle qualificazioni:

- Gijs Brouwer
- Lukáš Klein
- Laurent Lokoli
- Alexander Ritschard

#### Ritiri
Prima del torneo
- Pablo Carreño Busta → sostituito da  Pablo Andújar
- Karen Chačanov → sostituito da  Radu Albot
- Gaël Monfils → sostituito da  Roman Safiullin
- Oscar Otte → sostituito da  Elias Ymer
- Holger Rune → sostituito da  Leandro Riedi

## Partecipanti al doppio

### Teste di serie
| Nazione     | Giocatore         | Nazione     | Giocatore              | Rank* | Testa di serie |
| ----------- | ----------------- | ----------- | ---------------------- | ----- | -------------- |
| Messico     | Santiago González | Francia     | Édouard Roger-Vasselin | 58    | 1              |
| Francia     | Nicolas Mahut     | Francia     | Fabrice Martin         | 108   | 2              |
| Belgio      | Sander Gillé      | Belgio      | Joran Vliegen          | 111   | 3              |
| Regno Unito | Julian Cash       | Regno Unito | Henry Patten           | 129   | 4              |
| Paesi Bassi | Sander Arends     | Paesi Bassi | David Pel              | 162   | 5              |

* Ranking al 13 febbraio 2023.

### Altri partecipanti
Le seguenti coppie di giocatori hanno ricevuto una wildcard per il tabellone principale:
- Arthur Fils /  Luca Van Assche
- Luca Sanchez /  Petros Tsitsipas

La seguente coppia di giocatori è entrata in tabellone come alternate:
- Romain Arneodo /  Tristan-Samuel Weissborn

### Ritiri
Prima del torneo
- Julian Cash /  Henry Patten → sostituiti da  Romain Arneodo /  Tristan-Samuel Weissborn
- Jérémy Chardy /  Fabrice Martin → sostituiti da  Nicolas Mahut /  Fabrice Martin
- Diego Hidalgo /  Hunter Reese → sostituiti da  Marco Bortolotti /  Sergio Martos Gornés
- Ugo Humbert /  Nicolas Mahut → sostituiti da  Andrew Harris /  John-Patrick Smith

## Punti
| Evento    | V   | F   | SF | QF | 2T | 1T   | Q    | Q2   | Q1   |
| Singolare | 250 | 150 | 90 | 45 | 20 | 0    | 12   | 6    | 0    |
| Doppio    | 250 | 150 | 90 | 45 | 0  | N.D. | N.D. | N.D. | N.D. |

## Montepremi
| Evento    | V        | F       | SF      | QF      | 2T      | 1T     | Q2     | Q1     |
| Singolare | €107,610 | €62,770 | €36,905 | €21,385 | €12,420 | €7,585 | €3,795 | €2,070 |
| Doppio*   | €37,390  | €20,000 | €11,730 | €6,560  | €3,860  | N.D.   | N.D.   | N.D.   |

* per team

## Campioni

### Singolare
Hubert Hurkacz ha sconfitto in finale  Benjamin Bonzi con il punteggio di 6-3, 7-6(4).
• È il sesto titolo in carriera per Hurkacz, il primo in stagione.

### Doppio
Santiago González /  Édouard Roger-Vasselin hanno sconfitto in finale  Nicolas Mahut /  Fabrice Martin con il punteggio di 4-6, 7-6(4), [10-7].